# Psychodoidea
Sous-ordre
Les Psychodoidea sont une super-famille d'insectes diptères. Selon ITIS, il s'agirait d'un synonyme non valide du sous-ordre des Nematocera.

## Liste des familles
Selon NCBI (26 mai 2013) :
- famille des Psychodidae

Selon Paleobiology Database (26 mai 2013) :
- Phlebotomidae
- Psychodidae

## Autre classification
Selon ITIS (26 mai 2013) :
- Synonyme non valide du sous-ordre des Nematocera.